# Kiban
Kiban es una ciudad y comuna del círculo de Banamba, región de Kulikoró, Mali. Su población era de 13.406 habitantes en 2009.